# NHK收視費
NHK收視費（日语：／ Enu-Eichi-Kei Jyushinryou */?）是和日本放送協會（NHK）簽訂收視契約的用戶需要支付的費用（據《廣播法》的規定，實質上等於向所有電視用戶徵收）。在二戰前的收音機廣播時代，由社團法人日本放送協會收取收聽費。1948年時，收聽費每月為30日圓。1962年，收視費分為「電視廣播兩用」和「廣播用」兩種。1968年，NHK廢除廣播收聽費，統一為電視收視費（但彩色電視和黑白電視收費不同）。此後隨著衛星電視出現，NHK收視費再改為無線電視用和無線、衛星電視兩用兩種合同。
根據NHK在2024年6月25日公布的數字，在2023年度日本全國平均繳納收視費家戶對根據下文需締結收視合約並繳交收視費的家戶佔比（繳納率）為78.6%（需締結合約家戶數4555萬戶，繳納收視費家戶數3580萬戶），其中繳納率最低的沖繩縣只有47.7%家戶繳納收視費，東京都只有67.4%。

## 徵收依據
目前NHK收視費徵收依據是日本《廣播法》（日语：／ Hou Sou Hou */?）第六十四條第一款。條文規定設置「可接收設備」者須締結接收廣播契約，包括但不限於電視或「1seg」；在日本參議院2022年6月3日通過的《廣播法》修正案生效前，因該條並無規定罰則，若不簽約雖屬違法，但無法處罰。而該修正案通過在第六十四條第三款增設「徵收附加費的收視合約條款須由總務大臣認可」的規定，使NHK可以對不簽約的用戶徵收附加費。
《广播法》及其總務省令相關條文之具体规定（中文翻譯）：
設置可接收日本放送協會廣播的接收設備（下文所述者除外。（該些設備）在本款及本條第三款第二項將稱為「特定接收設備」）的人士，必須依據受同項所認可的收視契約（指接收協會廣播的契約。本條下文及第七十條第四款所述者亦同）的條款（本項下文將稱為「認可契約條款」），與協會締結收視契約。

但，在居住地（包括由認可契約條款規定被看作為居住地者）設置特定接收設備的情況下，就該居住地所設置的其他特定接收設備，在該居住地及共謀生計的他人通過本項本文規定締結收視合約時，若是認可契約條款規定不須依其他本項本文規定締結收視合約的情況，則不在此限。

一 不以接收日本放送協會廣播為目的的接收設備

二 電台廣播用（指播送聲音或其他音響的廣播，並且不被界定於電視廣播或多重廣播者。本法第一百二十六條第一款所述者亦同。），或是只可接收多重廣播的接收設備——日本《廣播法》第六十四條第一款
就收視合約條款，日本放送協會需制訂以下事項，並事先獲得總務大臣認可。變更該些條款時，亦依此例。

（中略）

四 以下所述情況下，協會可徵收之收視費，及附加費金額

及其他徵收該等收視費及附加費的相關事項

イ 通過不正手段免於支付收視費者

ロ 在沒有正當理由下，沒有在第二項規定之期限内申請收視合約者

——日本《廣播法》第六十四條第三款
前款第四號規定之收視費金額，定為依據以下各號規定之情況下該號所定之金額；前項第四號規定之附加費金額，定為不超過依據以下各號規定之情況下該號所定之金額，乘以總務省令所定倍數之金額。

一 符合前款第四號（イ）所述情況者 沒有繳納的收視費之金額

二 符合前款第四號（ロ）所述情況者 若在同項第二號規定之期限締結收視合約，直至實際締結收視合約之日的前一日應繳納的收視費之金額——日本《廣播法》第六十四條第四款
（附加費金額之倍數）
《（廣播）法》第六十四條第四款所規定之「總務省令所定倍數」，定為「二」。——修正部分《廣播法》施行規則之省令（令和四年總務省令第六十五號） 第二十三條之二

## 減免收視費基準
另外根據《廣播法》第六十四條第二款及收視合約第十條第一款，NHK可在總務大臣認可的基準下減免部分收視契約的收視費。在2023年10月1日生效的基準下，可獲減半或免除的契約如下：

### 收視費減半
- 患有視障或聽障人士之契約
- 患有重度殘疾人士之契約
- 因戰致重度戰傷病人士之契約

### 收視費免除
- 收視裝置設置於社會保障設施或學校之契約
- 接受公共援助（如生活保護等）者之契約
- 免徵「市町村民税」（向二級行政區繳納之稅款）者之契約
- 入住社會保障設施者之契約
- 年收入低於一定水平之學生之契約[7][註 7]
- 災害受害人之契約[註 8]

## 徵收人爭議
住戶和NHK簽訂契約，以及追繳未支付的收視費的工作並非直接由NHK員工，而是由被NHK外判收費工作的公司旗下員工（即「徵收人」（日语：集金人））負責。
但部分徵收人時而對家戶採取強硬手段徵收收視費，或要求部分沒有設置電視的住戶締結接收契約。根據日本網路媒體「弁護士dotcom」在2017年通過查閱審判紀錄發現，日本各地的「消費生活中心」在2007年至2016年的十年間，共收到55,344宗和NHK收視費徵收有關的查詢，2016年的數字更較2007年增加大約4倍，也曾出現「雖然沒有電視或1seg，但（徵收人）一直強調法律規定必須繳交收視費而被迫簽約」等案例。而據網路媒體「Sirabee」的調查發現有18%受訪者說覺得NHK收視費徵收人「可怕」，其中以20多歲女性或東北地區的人佔最多。上述部分徵收人的不良行為是直接促成NHK黨出現的原因。
而NHK在2022年1月公布，受COVID-19疫情及有關徵收人的投訴影響，其將會在2023年9月廢除所有目前負責徵收收視費工作外判公司的外判契約（對個人的外判合約則保留）。而此舉被認為有助減少成本，以降低收視費。NHK黨曾就此去信NHK確認是否意味其不會到訪家戶，但NHK否認，僅稱在2024年後將會有代替制度；NHK黨追問有關代替制度的詳情，NHK則表示仍未決定。